# Pyrrhia purpura
Pyrrhia purpura (Syn.: Pyrrhia purpurina), auch Purpur-Sonneneule genannt,  ist ein Schmetterling (Nachtfalter) aus der Familie der Eulenfalter (Noctuidae).

## Merkmale

### Falter
Die Falter haben eine Flügelspannweite von 26 bis 36 Millimetern und überwiegend farblich abgestufte Vorderflügel, wobei rotbraune, kupferrote oder purpurrote Tönungen vorherrschen. Das Basalfeld ist mehr oder weniger gelblich getönt. Der Mittelschatten schimmert oft rosa. Ring- und Nierenmakel sind leicht dunkel umrandet, aber heben sich kaum vom Untergrund ab. Die Hinterflügel sind zeichnungslos graubraun, innen oft gelbbraun, am Außensaum dunkler und mit rötlichen Fransen versehen.

### Raupe, Puppe
Die Raupen haben eine grünliche oder rötliche Farbe sowie eine dunkle, hell gelblich eingefasste Rückenlinie. Markant sind gelbliche Nebenrückenlinien, breite, gelbe  Seitenstreifen, sowie große, schwarze Punktwarzen. Die Puppe hat eine schlanke, längliche Gestalt und besitzt einen mit vier kleinen Haken sowie zwei längeren, nach außen gekrümmte Dornen geformten Kremaster.

## Verbreitung und Vorkommen
Die Art ist in wärmeren Gebieten im Osten Österreichs, in Tschechien, der Slowakei, Ungarn und weiteren Staaten Südosteuropas bis zur Ukraine lokal verbreitet. Älteren Angaben zufolge kommt sie auch an isolierten Stellen im Altaigebirge vor. Pyrrhia purpura bewohnt hauptsächlich Steppen, trockene Waldränder, Lichtungen oder buschige Gebiete, in denen ihre Futterpflanze wächst.

## Lebensweise
Die Falter fliegen überwiegend im Mai. Die Raupen sind im Juni und Juli an Diptam (Dictamnus albus) anzutreffen und hier besonders an den Samenkapseln. Die Puppen überwintern, gelegentlich zweimal.

## Gefährdung
Die Art kommt in Deutschland nicht vor, so dass sie nicht auf der Roten Liste gefährdeter Arten geführt wird.